# Jo-mobil
jo-mobilj (rus. ё-моби́ль, eng. ё-mobile; slovo ё iz ruske azbuke čita se kao dva glasa [jo] te za ime marke obavezno se piše s točkicama) je planirani serijski hibridni automobil kojeg će proizvoditi ruska tvrtka ё-AUTO, koja je bila osnovana u suradnji holdinga Yarovit i investicijske grupe Onexim.
Tri koncepta su predstavljena 13. prosinca 2010. u Moskvi. Jo-mobilj bi prema riječima glavnog investitora u projektu trebao "srušiti stereotip da Rusija ne može proizvesti dobar automobil".

## Galerija
- ё-cross-coupe
- ё-microvan (petero vrata)
- ё-fourgon (kombi verzija)
- ё-concept (IAA 2011)

## Vanjske poveznice
- (en) Službena stranica proizvođača (ё-AUTO)  Arhivirana inačica izvorne stranice od 3. srpnja 2012. (Wayback Machine)
- (en) Službena stranica inženjering odjela (ё-ENGINEERING)  Arhivirana inačica izvorne stranice od 1. kolovoza 2013. (Wayback Machine)